# Karl Hess (Physiker)
Karl Hess (* 20. Juni 1945 in Trumau) ist ein österreichischer Physiker, der sich mit Festkörperphysik und Grundlagen der Quantenmechanik beschäftigt.

## Leben und Werk
Hess studierte Mathematik und Physik an der Universität Wien, wo er 1970 in Angewandter Physik bei Karlheinz Seeger promoviert wurde (über Elektronentransport in Halbleitern) und danach Assistent war. 1973 ging er als Fulbright-Stipendiat zu John Bardeen an die University of Illinois at Urbana-Champaign (UIUC). Mit Chih-Tang Sah (dem Miterfinder der CMOS-Technologie) arbeitete er theoretisch dort an Elektronentransport in Transistoren (Lösung der klassischen Boltzmann-Gleichung). 1974 ging er als Assistenzprofessor an die Universität Wien, kehrte aber 1977 als Visiting Associate Professor an die UIUC zurück, wo er an Charge-coupled Devices arbeitete und mit Ben Streetman das Konzept des Real Space Transfer entwickelte (verwendet zum Beispiel im Real Space Transfer Transistor, RSTT). 1980 wurde er Professor für Elektrotechnik und Informatik an der UIUC. 1989 wurde er Vizedirektor des Beckman Institute for Advanced Science and Technology an der UIUC.
Er beschäftigte sich an der UIUC mit Computersimulation des Verhaltens von Elektronen in Halbleitern (Full Band Monte Carlo Method), wobei er klassisches Verhalten nach der Boltzmann-Gleichung mit quantenmechanischem (Wellencharakter der Elektronen) in  Supercomputer-Rechnungen für Elektronentransport in Halbleitern kombinierte. Er wandte die Theorie insbesondere für Simulationen des Verhaltens von Elektronen in der Optoelektronik an (Quantum-Well-Laserdioden, Programm Minilase). Ab den 1990er Jahren befasste er sich mit Nanotechnologie und Quanteninformatik. Bekannt wurde er außerdem für Arbeiten zu den Grundlagen der Quantenmechanik mit dem Mathematiker Walter Philipp an der UIUC, in denen sie behaupteten, ein Schlupfloch für den Satz von Bell aufgezeigt zu haben. Ihre Theorie ist umstritten.
Daneben unternahm er ab den 1980er Jahren am Naval Research Laboratory der US-Navy geheime Forschungsarbeiten.
1994 wurde er Fellow der American Physical Society sowie 1997 in die American Academy of Arts and Sciences aufgenommen. 2001 wurde er in die National Academy of Engineering und 2003 in die National Academy of Sciences gewählt. 2006 bis 2008 war er im National Science Board (dem Leitungsgremium der National Science Foundation). Er ist Fellow der American Association for the Advancement of Science und Mitglied der Deutschen Akademie der Technikwissenschaften (Acatech). 1993 erhielt er den J. J. Ebers Award.